# Falling for Christmas
Falling for Christmas är en amerikansk julfilm/romantisk komedifilm med Lindsay Lohan i huvudrollen, som släpptes för streaming på Netflix den 10 november 2022. Filmens regi ansvaras av Janeen Damian, medan själva manusbiten ansvaras av Jeff Bonnett och Ron Oliver. Utöver Lohans medverkan i filmen, så medverkar även andra skådespelare, som till exempel Chord Overstreet, George Young, Jack Wagner, och Olivia Perez.

## Handling
Filmens handling kretsar kring den bortskämda arvtagerskan Sierra Belmont, som efter att ha råkat ut för en skidolycka och tappat i stort sett hela sitt minne, hamnar under vården av änkemannen Jake Russell, som i sin tur har erbjudit henne en plats på sitt B&B-hotell Northstar Lodge, beläget i den populära skidorten Aspen i delstaten Colorado.

## Rollista (i urval)
| Lindsay Lohan      | – Sierra Belmont     |
| Chord Overstreet   | – Jake Russell       |
| George Young       | – Tad Fairchild      |
| Jack Wagner        | – Beauregard Belmont |
| Olivia Perez       | – Avy                |
| Aliana Lohan       | – Bianca             |
| Kate Rachesky      | – Heather            |
| Sean J. Dillingham | – Ralph              |
| Antonio D. Charity | – Sheriff Borden     |
| Blythe Howard      | – Dr. Layla Monroe   |